# Paracelsismo

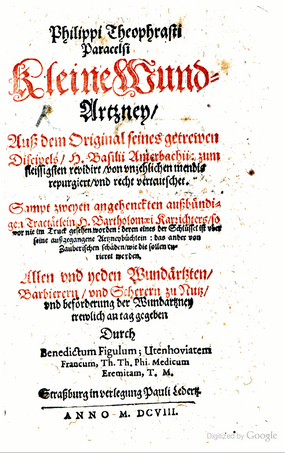
Página de título de la edición de 1608 de Kleine Wund-Artzney de Benedictus Figulus, basada en apuntes de clases de Basilius Amerbach el Viejo (1488–1535) de lecciones impartidas por Paracelso durante su estancia en Basilea (1527).

El paracelsismo (del alemán: paracelsismus) fue un movimiento proto/moderno de medicina basado en las teorías y terapias de Paracelso. Se desarrolló en la segunda mitad del siglo XVI, durante las décadas posteriores a la muerte de Paracelso en 1541, y floreció durante la primera mitad del siglo XVII, representando una de las alternativas más completas a la medicina erudita, el sistema tradicional de terapéutica derivado de la fisiología de Galeno.
Basado en el entonces ya anticuado principio de mantener la armonía entre el microcosmos y macrocosmos, el paracelsismo cayó rápidamente en declive a finales del siglo XVII con el auge del movimiento científico, pero dejó su huella en las prácticas médicas. Fue responsable de la introducción generalizada de terapias minerales y de varias otras técnicas iatroquímicas.
La mayoría de los paracelsianos más conocidos fueron hombres, pero algunas mujeres instruidas practicaron la alquimia paracelsiana tanto en sus aspectos espiritual-filosóficos como medicinales.

## Espagiria
La espagiria, o espagírica, es un método desarrollado por Paracelso y sus seguidores que se creía mejoraba la eficacia de los medicamentos existentes separándolos en sus elementos primordiales (la tria prima: azufre, mercurio y sal) y volviéndolos a combinar. Los médicos paracelsianos sostenían que mediante este método los ingredientes médicamente beneficiosos de un compuesto (la tria prima purificada) se separaban de los nocivos y tóxicos, convirtiendo incluso algunos venenos en medicinas.
Este procedimiento implicaba fermentación, destilación y extracción de componentes minerales a partir de la ceniza de la planta. Estos procesos se empleaban en la alquimia medieval, en general, para la separación y purificación de metales a partir de menas (véase Calcinación), y de sales a partir de salmueras y otras disoluciones acuosas.

### Etimología
Originalmente acuñada por Paracelso, la palabra procede del griego antiguo σπάω spao (‘separar, extraer’) y ἀγείρω ageiro (‘combinar’, ‘recombinar’, ‘reunir’). En su uso original, la palabra espagiria se empleaba comúnmente como sinónimo de alquimia; sin embargo, en tiempos más recientes ha sido adoptada a menudo por teóricos de la medicina alternativa y por diversas técnicas de medicina holística.

## Obras citadas
- Principe, Lawrence M. (2013). The Secrets of Alchemy. Chicago: The University of Chicago Press. ISBN 978-0226103792.
- Webster, Charles (2013). From Paracelsus to Newton: Magic and the Making of Modern Science. Cambridge University Press. ISBN 9780486169132. Parámetro desconocido |fecha-original= ignorado (ayuda)